# Nocturnal Breed
Nocturnal Breed es una banda de thrash metal originaria de Oslo, Noruega.
Fue formada en 1996 por el cantante Kenneth Svartalv y el guitarrista Sven Atle Kopperud [cita requerida]

## Miembros
- S.A. Destroyer (Kenneth Svartalv): vocalista - bajista (1996-)
- I. Maztor: guitar eléctrica (1997-)
- Tex Terror: Baterista - Vocalista (1998-)
- V. Fineideath: guitars (2011-)

### Exmiembros
- Andy Michaels: Baterista (1997)
- Bitch Molester (Stian Tomt Thoresen): (1996–1997)
- Astennu (Jamie Stinson): Sección de guitarras (1997)
- Tjodalv (Ian Kenneth Akesson): Sección de baterista (1997)
- Rick Hellraiser (Stian Andre Hinderson): (1997)
- Ed Damnator (Sven Atle Kopperud): Guitarrista (1996–1998)
- I. Maztor: Guitarrista (1997–2001)
- Thrawn (Tom Kvalsvoll): Guitarrista (2002–2005)
- Ben Hellion: Guitarrista - vocalista (1998–2011)
- A.E. Rattlehead (Atle Egil Knoff Glomstad): Guitarrista - Vocalista (2006-2011)

## Discografía
- Aggressor (1997)
- Triumph Of The Blasphemer EP (1998)
- No Retreat...No Surrender (1999)
- Tools of the Trade (2000)
- Warthog - 7" EP, Prostata Records (Ltd. 500) (2004)
- Motörmouth - 7" EP, Neseblod Records (Ltd. 100 Yellow vinyl / Ltd. 400 black vinyl) (2004)
- Überthrash - 7" Split, Duplicate Records (Split w. Audiopain / Aura Noir / Infernö, Ltd. 500) (2004)
- Überthrash II - 7" Split, Duplicate Records (Split w. Audiopain / Aura Noir / Infernö) (2005)
- Remasters - 5-piece Boxset, Painkiller Records (Ltd. 1000) (2005)
- Fields of Rot - LP, Agonia Records (2007)
- Napalm Nights - LP, Agonia Records (2014)